# Caragana prestoniae
Caragana prestoniae är en ärtväxtart som beskrevs av R.J.Moore. Caragana prestoniae ingår i släktet karaganer, och familjen ärtväxter. Inga underarter finns listade i Catalogue of Life.